# Aeroporto Internacional de Jinan Yaoqiang
O Aeroporto Internacional de Jinan Yaoqiang é o maior aeroporto de  Jinan, Xantum, China. O aeroporto está localizando aproximadamente a 33 km do centro da cidade de Jinan e imediatamente ao norte da cidade de Yaoqiang, da qual o nome do aeroporto é originado. Pela estrada, o aeroporto é conectado às vias expressas de Jiqing (Jinan – Qingdao) e Jingfu (Beijing – Fuzhou). 

## Linhas Aéreas e Destinos
| Companhias                                       | Destinos |  |
| ------------------------------------------------ | --- |  |
| Air China                                        | Beijing-Capital |  |
| China Eastern Airlines                           | Chengdu, Guangzhou, Harbin, Hong Kong, Kunming, Shanghai-Hongqiao, Xiamen |  |
| China Southern Airlines                          | Changchun, Changsha, Chengdu, Dalian, Guangzhou, Shenyang, Wuhan, Xi'an |  |
| China West Air                                   | Chongqing, Dalian |  |
| Deer Jet                                         | Nanchang |  |
| Grand China Express operado pela Hainan Airlines | Taiyuan, Weihai |  |
| Hainan Airlines                                  | Changsha, Harbin, Shenyang, Shenzhen, Xi'an |  |
| Korean Air                                       | Seoul-Incheon |  |
| Lucky Air                                        | Kunming, Shenyang |  |
| Shandong Airlines                                | Beijing-Capital, Changchun, Changsha, Chengdu, Chongqing, Dalian, Guangzhou, Hangzhou, Harbin, Hohhot, Nanjing, Osaka-Kansai, Qingdao, Seoul-Incheon, Shanghai-Hongqiao, Shenzhen, Taipei-Taoyuan, Wenzhou, Wuhan, Xi'an, Xiamen, Yantai, Yinchuan, Zhengzhou |  |
| Shanghai Airlines                                | Shanghai-Hongqiao |  |
| Shenzhen Airlines                                | Chongqing, Fuzhou, Guangzhou, Harbin, Shenzhen |  |
| Sichuan Airlines                                 | Chengdu, Chongqing, Dalian, Harbin |  |
| Xiamen Airlines                                  | Changsha, Fuzhou, Hangzhou, Wuhan |  |